# Mirditë (huyện)
Mirditë là một quận thuộc hạt Lezhë, Albania. Quận này có diện tích 867 km² và dân số năm 2002 là 37055 người, mật độ 43 người/km².